# هانترز هیل، نیو ساوت ولز
هانترز هیل (به انگلیسی: Hunters Hill) یک حومه شهر در استرالیا است که در نیو ساوت ولز واقع شده‌است.